# Club Deportivo Estudiantes Tecos
El Club Deportivo Estudiantes Tecos, anteriorment conegut com a Club de Fútbol Tecolotes de la Universidad Autónoma de Guadalajara o com a Tecos de la UAG, és un club de futbol mexicà de la ciutat de Zapopan, a l'estat de Jalisco. L'equip està associat a la Universidad Autónoma de Guadalajara.

## Història

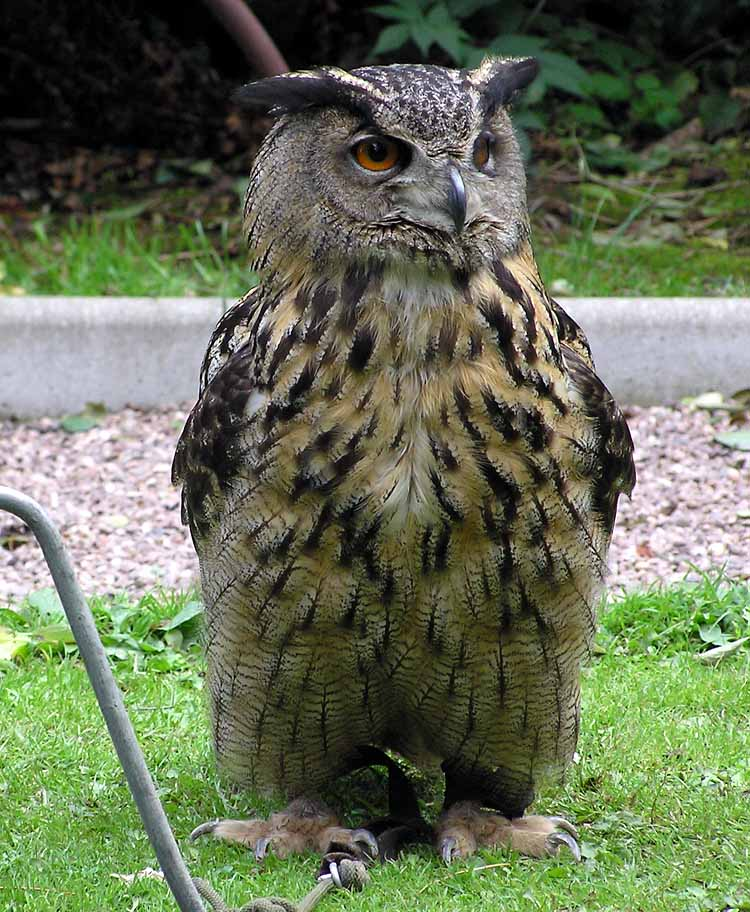
Teco.

El club va ser fundat el 13 de juliol de 1934, tot i que no van ingressar al futbol professional fins a l'any 1971. La temporada 1974-75 ascendiren per primer cop a primera divisió.
El 25 de maig de 2009 s'inicià un projecte de renovació encapçalat per Antonio Leaño, propietari de l'equip, i Juan José Frangie, empresari, canviant de nom pel d'Estudiantes Tecos. També canvià l'uniforme de vermell i blanc a color vi i or.

## Palmarès
- Lliga mexicana de futbol (1): 
  - 1993-1994

- Recopa de la CONCACAF (1): 
  - 1995

## Futbolistes destacats
- Eduardo Lillingston
- Juan Carlos Valenzuela
- Joel Sánchez
- Adolfo Bautista
- Pável Pardo
- Jose de Jesus Corona
- Porfirio Jiménez
- José Luis Salgado
- Rafael Medina
- Jaime Ordiales
- Mirsha Serrano
- Carlos Briones
- Duilio Davino
- Arnhold Rivas
- Diego Colotto
- Emmanuel Villa
- Mauro Cejas
- Daniel Ludueña
- Hugo Droguett
- Reinaldo Navia
- Nelson Pinto
- Rodrigo Ruiz
- Sebastián González
- Reynaldo Parks
- Jafet Soto
- Danilo Turcios
- Hugo Kiesse
- Freddy Bareiro
- Diego Gavilan
- David Embe
- Byron Perez
- Julio Cesar Uribe
- Roberto Palacios
- Osmar Donizete
- Marcelo Goncalvez
- Eliomar Marcón
- Antonio Alzamendi
- Marcelo Sosa
- Sebastián Abreu
- Juan Ramón Carrasco
- Jose Luis Salazar
- Ruben Da Silva